# Груповий етап Ліги чемпіонів УЄФА 2018—2019
Матчі групового етапу Ліги чемпіонів УЄФА 2018–2019 проходили з 18 вересня по 12 грудня 2018 року.
На цьому етапі змагання 32 команди змагалися у восьми групах для визначення 16 учасників стадії плей-оф Ліги чемпіонів УЄФА 2018—2019.

## Жеребкування
Жеребкування відбулося 30 серпня у «Грімальді-Форум» у Монако.
Участь у груповому раунді брали 32 команди: 26 команд, які одразу пройшли в груповий етап та 6 переможців відбору (4 переможців шляху чемпіонів та 2 переможців шляху нечемпіонів).
32 команди були розподілені за клубним рейтингом УЄФА 2018. Володар трофею та чемпіони перших 7 за рейтингом асоціацій автоматично потрапили до 1-го кошика. За допомогою жеребкування команди були розподілені на 8 груп по 4 команди у кожній. Команди з однієї асоціації не могли бути в одній групі.
Крім того, відповідно до рішення УЄФА від 17 липня 2014 року, до однієї групи не могли потрапити команди з України та Росії через триваюче політичне протистояння між країнами.
| Ігровий день | Дати                 | Пари команд  |
| ------------ | -------------------- | ------------ |
| День 1       | 18–19 вересня 2018   | 2 v 3, 4 v 1 |
| День 2       | 2–3 жовтня 2018      | 1 v 2, 3 v 4 |
| День 3       | 23–24 жовтня 2018    | 3 v 1, 2 v 4 |
| День 4       | 6–7 листопада 2018   | 1 v 3, 4 v 2 |
| День 5       | 27–28 листопада 2018 | 3 v 2, 1 v 4 |
| День 6       | 11–12 грудня 2018    | 2 v 1, 4 v 3 |

## Учасники
Нижче наведені учасники групового турніру (із зазначенням їх клубного коефіцієнту на 2018 рік), згруповані за кошиком при жеребкуванні.
| Ключ до кольорів у таблиці                                   |
| ------------------------------------------------------------ |
| Перша і друга команда групи вийшли до Плей-оф Ліги чемпіонів |
| Третя команда груп вийшли до Плей-оф Ліги Європи             |

| Асоц. | Команда         | Коеф.   |
| ----- | --------------- | ------- |
| ДП    | Реал Мадрид     | 162.000 |
| ЛЄ    | Атлетіко        | 140.000 |
| 1     | Барселона       | 132.000 |
| 2     | Баварія         | 135.000 |
| 3     | Манчестер Сіті  | 100.000 |
| 4     | Ювентус         | 126.000 |
| 5     | Парі Сен-Жермен | 109.000 |
| 6     | Локомотив       | 22.500  |

| Команда             | Прим. | Коеф.  |
| ------------------- | ----- | ------ |
| Боруссія (Дортмунд) |       | 89.000 |
| Порту               |       | 86.000 |
| Манчестер Юнайтед   |       | 82.000 |
| Шахтар              |       | 81.000 |
| Бенфіка             | [ШН]  | 80.000 |
| Наполі              |       | 78.000 |
| Тоттенгем Готспур   |       | 67.000 |
| Рома                |       | 64.000 |

| Команда   | Прим. | Коеф.  |
| --------- | ----- | ------ |
| Ліверпуль |       | 62.000 |
| Шальке 04 |       | 62.000 |
| Ліон      |       | 59.500 |
| Монако    |       | 57.000 |
| Аякс      | [ШН]  | 53.500 |
| ЦСКА      |       | 45.000 |
| ПСВ       | [ШЧ]  | 36.000 |
| Валенсія  |       | 36.000 |

| Команда         | Прим. | Коеф.  |
| --------------- | ----- | ------ |
| Вікторія        |       | 33.000 |
| Брюгге          |       | 29.500 |
| Галатасарай     |       | 29.500 |
| Янг Бойз        | [ШЧ]  | 20.500 |
| Інтернаціонале  |       | 16.000 |
| Гоффенгайм 1899 |       | 14.285 |
| Црвена Звезда   | [ШЧ]  | 10.750 |
| АЕК             | [ШЧ]  | 10.000 |

Прим.
1. ДП Діючий переможець Ліги чемпіонів, що автоматично потрапив до першого кошика.
2. ЛЄ Діючий переможець Ліги Європи, що автоматично потрапив до першого кошика.
3. ШЧ Переможці плей-оф (Шлях чемпіонів).
4. ШН Переможці плей-оф (Шлях нечемпіонів).

## Групи
Матчі проводилися в ігрові дні 18–19 вересня, 2–3 жовтня, 23–24 жовтня, 6–7 листопада, 27–28 листопада та 11–12 грудня 2018 року. Початок матчів призначався на 21:00 CET/CEST, за виключенням двох матчів кожного ігрового вівторка і середи, що починалися о 18:55 CET/CEST.
Наведений нижче час зазначено за CET/CEST. Якщо часовий пояс у місті проведення гри був іншим, локальний час позначений у дужках.

### Група A
| Команда             | І | В | Н | П | ЗМ | ПМ | РМ  | О  |
| ------------------- | - | - | - | - | -- | -- | --- | -- |
| Боруссія (Дортмунд) | 6 | 4 | 1 | 1 | 10 | 2  | +8  | 13 |
| Атлетіко            | 6 | 4 | 1 | 1 | 9  | 6  | +3  | 13 |
| Брюгге              | 6 | 1 | 3 | 2 | 6  | 5  | +1  | 6  |
| Монако              | 6 | 0 | 1 | 5 | 2  | 14 | −12 | 1  |

|            | АТЛ | БОР | МОН | БРЮ |
| ---------- | --- | --- | --- | --- |
| Атлетіко   | —   | 2-0 | 2-0 | 3-1 |
| Боруссія Д | 4-0 | —   | 3-0 | 0-0 |
| Монако     | 1-2 | 0-2 | —   | 0-4 |
| Брюгге     | 0-0 | 0-1 | 1-1 | —   |

| 18 вересня 2018 21:00 |

| Брюгге | 0–1      | Боруссія (Дортмунд) |
| ------ | -------- | ------------------- |
|        | Протокол | Пулишич 85'         |

| Ян Брейдел, Брюгге Глядачів: 25,181 Арбітр: Данні Маккелі (Нідерланди) |

| 18 вересня 2018 21:00 |

| Монако      | 1–2      | Атлетіко                |
| ----------- | -------- | ----------------------- |
| Грансір 18' | Протокол | Коста 31' Хіменес 45+1' |

| Стадіон Луї II, Монако Глядачів: 10,575 Арбітр: Вільям Коллам (Шотландія) |

| 3 жовтня 2018 21:00 |

| Атлетіко                     | 3–1      | Брюгге        |
| ---------------------------- | -------- | ------------- |
| Грізманн 28', 67' Коке 90+4' | Протокол | Груневелд 39' |

| Ванда Метрополітано, Мадрид Глядачів: 55,742 Арбітр: Іван Кружляк (Словаччина) |

| 3 жовтня 2018 21:00 |

| Боруссія (Дортмунд)                      | 3–0      | Монако |
| ---------------------------------------- | -------- | ------ |
| Бруун Ларсен 51' Алькасер 72' Ройс 90+2' | Протокол |        |

| Зігналь Ідуна Парк, Дортмунд Глядачів: 66,099 Арбітр: Олексій Кульбаков (Білорусь) |

| 24 жовтня 2018 18:55 |

| Брюгге    | 1–1      | Монако    |
| --------- | -------- | --------- |
| Веслі 39' | Протокол | Сілла 31' |

| Ян Брейдел, Брюгге Глядачів: 23,957 Арбітр: Майкл Олівер (Англія) |

| 24 жовтня 2018 21:00 |

| Боруссія (Дортмунд)                     | 4–0      | Атлетіко |
| --------------------------------------- | -------- | -------- |
| Вітсель 38' Геррейру 73', 89' Санчо 83' | Протокол |          |

| Зігналь Ідуна Парк, Дортмунд Глядачів: 66,099 Арбітр: Ентоні Тейлор (Англія) |

| 6 листопада 2018 18:55 |

| Монако | 0–4      | Брюгге                                       |
| ------ | -------- | -------------------------------------------- |
|        | Протокол | Ванакен 12', 17' (пен.) Веслі 24' Вормер 85' |

| Стадіон Луї II, Монако Глядачів: 8,347 Арбітр: Артур Соареш Діаш (Португалія) |

| 6 листопада 2018 21:00 |

| Атлетіко               | 2–0      | Боруссія (Дортмунд) |
| ---------------------- | -------- | ------------------- |
| Сауль 33' Грізманн 80' | Протокол |                     |

| Ванда Метрополітано, Мадрид Глядачів: 61,023 Арбітр: Даніеле Орсато (Італія) |

| 28 листопада 2018 18:55 |

| Атлетіко             | 2–0      | Монако |
| -------------------- | -------- | ------ |
| Коке 2' Грізманн 24' | Протокол |        |

| Ванда Метрополітано, Мадрид Глядачів: 56,314 Арбітр: Маттіас Гестраніус (Фінляндія) |

| 28 листопада 2018 21:00 |

| Боруссія (Дортмунд) | 0–0      | Брюгге |
| ------------------- | -------- | ------ |
|                     | Протокол |        |

| Зігналь Ідуна Парк, Дортмунд Глядачів: 66,099 Арбітр: Гедимінас Мажейка (Литва) |

| 11 грудня 2018 21:00 |

| Брюгге | 0–0      | Атлетіко |
| ------ | -------- | -------- |
|        | Протокол |          |

| Ян Брейдел, Брюгге Глядачів: 25,645 Арбітр: Давіде Масса (Італія) |

| 11 грудня 2018 21:00 |

| Монако | 0–2      | Боруссія (Дортмунд) |
| ------ | -------- | ------------------- |
|        | Протокол | Геррейру 15', 88'   |

| Стадіон Луї II, Монако Глядачів: 8,731 Арбітр: Крейг Поусон (Англія) |

### Група B
| Команда           | І | В | Н | П | ЗМ | ПМ | РМ | О  |
| ----------------- | - | - | - | - | -- | -- | -- | -- |
| Барселона         | 6 | 4 | 2 | 0 | 14 | 5  | +9 | 14 |
| Тоттенгем Готспур | 6 | 2 | 2 | 2 | 9  | 10 | −1 | 8  |
| Інтернаціонале    | 6 | 2 | 2 | 2 | 6  | 7  | −1 | 8  |
| ПСВ               | 6 | 0 | 2 | 4 | 6  | 13 | −7 | 2  |

|                   | БАР | ТОТ | ПСВ | ІНТ |
| ----------------- | --- | --- | --- | --- |
| Барселона         | —   | 1-1 | 4-0 | 2-0 |
| Тоттенгем Готспур | 2-4 | —   | 2-1 | 1-0 |
| ПСВ               | 1-2 | 2-2 | —   | 1-2 |
| Інтернаціонале    | 1-1 | 2-1 | 1-1 | —   |

| 18 вересня 2018 18:55 |

| Барселона                       | 4–0      | ПСВ |
| ------------------------------- | -------- | --- |
| Мессі 32', 77', 87' Дембеле 75' | Протокол |     |

| Камп Ноу, Барселона Глядачів: 73,462 Арбітр: Анастасіос Сідіропулос (Греція) |

| 18 вересня 2018 18:55 |

| Інтернаціонале          | 2–1      | Тоттенгем Готспур |
| ----------------------- | -------- | ----------------- |
| Ікарді 86' Весіно 90+2' | Протокол | Еріксен 53'       |

| Сан-Сіро, Мілан Глядачів: 64,123 Арбітр: Клеман Тюрпен (Франція) |

| 3 жовтня 2018 21:00 (20:00 BST) |

| Тоттенгем Готспур   | 2–4      | Барселона                               |
| ------------------- | -------- | --------------------------------------- |
| Кейн 52' Ламела 66' | Протокол | Коутіньйо 2' Ракитич 28' Мессі 56', 90' |

| Вемблі, Лондон Глядачів: 82,137 Арбітр: Фелікс Цваєр (Німеччина) |

| 3 жовтня 2018 21:00 |

| ПСВ         | 1–2      | Інтернаціонале            |
| ----------- | -------- | ------------------------- |
| Росаріо 27' | Протокол | Наїнгголан 44' Ікарді 60' |

| Філіпс, Ейндговен Глядачів: 34,750 Арбітр: Милорад Мажич (Сербія) |

| 24 жовтня 2018 18:55 |

| ПСВ                    | 2–2      | Тоттенгем Готспур  |
| ---------------------- | -------- | ------------------ |
| Лосано 30' Де Йонг 87' | Протокол | Лукас 39' Кейн 55' |

| Філіпс, Ейндговен Глядачів: 35,000 Арбітр: Славко Винчич (Словенія) |

| 24 жовтня 2018 21:00 |

| Барселона             | 2–0      | Інтернаціонале |
| --------------------- | -------- | -------------- |
| Рафінья 32' Альба 83' | Протокол |                |

| Камп Ноу, Барселона Глядачів: 86,290 Арбітр: Овідіу Гацеган (Румунія) |

| 6 листопада 2018 21:00 (20:00 GMT) |

| Тоттенгем Готспур | 2–1      | ПСВ        |
| ----------------- | -------- | ---------- |
| Кейн 78', 89'     | Протокол | Де Йонг 2' |

| Вемблі, Лондон Глядачів: 46,588 Арбітр: Іван Кружляк (Словаччина) |

| 6 листопада 2018 21:00 |

| Інтернаціонале | 1–1      | Барселона  |
| -------------- | -------- | ---------- |
| Ікарді 87'     | Протокол | Малком 83' |

| Сан-Сіро, Мілан Глядачів: 70,915 Арбітр: Шимон Марциняк (Польща) |

| 28 листопада 2018 21:00 |

| ПСВ         | 1–2      | Барселона          |
| ----------- | -------- | ------------------ |
| Де Йонг 83' | Протокол | Мессі 61' Піке 70' |

| Філіпс, Ейндговен Глядачів: 34,600 Арбітр: Павел Краловець (Чехія) |

| 28 листопада 2018 21:00 (20:00 GMT) |

| Тоттенгем Готспур | 1–0      | Інтернаціонале |
| ----------------- | -------- | -------------- |
| Еріксен 80'       | Протокол |                |

| Вемблі, Лондон Глядачів: 57,132 Арбітр: Джюнейт Чакир (Туреччина) |

| 11 грудня 2018 21:00 |

| Барселона  | 1–1      | Тоттенгем Готспур |
| ---------- | -------- | ----------------- |
| Дембеле 7' | Протокол | Лукас 85'         |

| Камп Ноу, Барселона Глядачів: 69,961 Арбітр: Милорад Мажич (Сербія) |

| 11 грудня 2018 21:00 |

| Інтернаціонале | 1–1      | ПСВ        |
| -------------- | -------- | ---------- |
| Ікарді 73'     | Протокол | Лосано 13' |

| Сан-Сіро, Мілан Глядачів: 62,533 Арбітр: Фелікс Цваєр (Німеччина) |

### Група C
| Команда         | І | В | Н | П | ЗМ | ПМ | РМ  | О  |
| --------------- | - | - | - | - | -- | -- | --- | -- |
| Парі Сен-Жермен | 6 | 3 | 2 | 1 | 17 | 9  | +8  | 11 |
| Ліверпуль       | 6 | 3 | 0 | 3 | 9  | 7  | +2  | 9  |
| Наполі          | 6 | 2 | 3 | 1 | 7  | 5  | +2  | 9  |
| Црвена Звезда   | 6 | 1 | 1 | 4 | 5  | 17 | −12 | 4  |

|                 | ПСЖ | НАП | ЛІВ | ЦЕЗ |
| --------------- | --- | --- | --- | --- |
| Парі Сен-Жермен | —   | 2-2 | 2-1 | 6-1 |
| Наполі          | 1-1 | —   | 1-0 | 3-1 |
| Ліверпуль       | 3-2 | 1-0 | —   | 4-0 |
| Црвена Звезда   | 1-4 | 0-0 | 2-0 | —   |

| 18 вересня 2018 21:00 (20:00 BST) |

| Ліверпуль                                    | 3–2      | Парі Сен-Жермен      |
| -------------------------------------------- | -------- | -------------------- |
| Старрідж 30' Мілнер 36' (пен.) Фірміно 90+2' | Протокол | Меньє 40' Мбаппе 83' |

| Енфілд, Ліверпуль Глядачів: 52,478 Арбітр: Джюнейт Чакир (Туреччина) |

| 18 вересня 2018 21:00 |

| Црвена Звезда | 0–0      | Наполі |
| ------------- | -------- | ------ |
|               | Протокол |        |

| Стадіон імені Райко Митича, Белград Глядачів: 49,112 Арбітр: Шимон Марциняк (Польща) |

| 3 жовтня 2018 18:55 |

| Парі Сен-Жермен                                         | 6–1      | Црвена Звезда |
| ------------------------------------------------------- | -------- | ------------- |
| Неймар 20', 22', 81' Кавані 37' Ді Марія 42' Мбаппе 70' | Протокол | Марін 74'     |

| Парк де Пренс, Париж Глядачів: 39,979 Арбітр: Артур Соареш Діаш (Португалія) |

| 3 жовтня 2018 21:00 |

| Наполі      | 1–0      | Ліверпуль |
| ----------- | -------- | --------- |
| Інсіньє 90' | Протокол |           |

| Сан-Паоло, Неаполь Глядачів: 37,057 Арбітр: Віктор Кашшаї (Угорщина) |

| 24 жовтня 2018 21:00 |

| Парі Сен-Жермен                   | 2–2      | Наполі                  |
| --------------------------------- | -------- | ----------------------- |
| Маріу Руй 61' (аг) Ді Марія 90+3' | Протокол | Інсіньє 29' Мертенс 77' |

| Парк де Пренс, Париж Глядачів: 46,274 Арбітр: Фелікс Цваєр (Німеччина) |

| 24 жовтня 2018 21:00 (20:00 BST) |

| Ліверпуль                                  | 4–0      | Црвена Звезда |
| ------------------------------------------ | -------- | ------------- |
| Фірміно 20' Салах 45', 51' (пен.) Мане 80' | Протокол |               |

| Енфілд, Ліверпуль Глядачів: 53,024 Арбітр: Даніель Зіберт (Німеччина) |

| 6 листопада 2018 18:55 |

| Црвена Звезда   | 2–0      | Ліверпуль |
| --------------- | -------- | --------- |
| Павков 22', 29' | Протокол |           |

| Стадіон імені Райко Митича, Белград Глядачів: 51,318 Арбітр: Антоніо Матео Лаос (Іспанія) |

| 6 листопада 2018 21:00 |

| Наполі             | 1–1      | Парі Сен-Жермен |
| ------------------ | -------- | --------------- |
| Інсіньє 63' (пен.) | Протокол | Бернат 45+2'    |

| Сан-Паоло, Неаполь Глядачів: 55,489 Арбітр: Бйорн Кейперс (Нідерланди) |

| 28 листопада 2018 21:00 |

| Парі Сен-Жермен       | 2–1      | Ліверпуль           |
| --------------------- | -------- | ------------------- |
| Бернат 13' Неймар 37' | Протокол | Мілнер 45+1' (пен.) |

| Парк де Пренс, Париж Глядачів: 46,880 Арбітр: Шимон Марциняк (Польща) |

| 28 листопада 2018 21:00 |

| Наполі                      | 3–1      | Црвена Звезда  |
| --------------------------- | -------- | -------------- |
| Гамшик 11' Мертенс 33', 52' | Протокол | Бен-Набуан 57' |

| Сан-Паоло (стадіон), Неаполь Глядачів: 44,470 Арбітр: Хесус Хіль Мансано (Іспанія) |

| 11 грудня 2018 21:00 (20:00 GMT) |

| Ліверпуль | 1–0      | Наполі |
| --------- | -------- | ------ |
| Салах 34' | Протокол |        |

| Енфілд, Ліверпуль Глядачів: 52,015 Арбітр: Дамир Скомина (Словенія) |

| 11 грудня 2018 21:00 |

| Црвена Звезда | 1–4      | Парі Сен-Жермен                                           |
| ------------- | -------- | --------------------------------------------------------- |
| Гобельїч 56'  | Протокол | Кавані 10' Неймар 40' Маркос Аоас Корреа 74' Мбаппе 90+2' |

| Стадіон імені Райко Митича, Белград Глядачів: 48,357 Арбітр: Вільям Коллам (Шотландія) |

### Група D
| Команда     | І | В | Н | П | ЗМ | ПМ | РМ | О  |
| ----------- | - | - | - | - | -- | -- | -- | -- |
| Порту       | 6 | 5 | 1 | 0 | 15 | 6  | +9 | 16 |
| Шальке 04   | 6 | 3 | 2 | 1 | 6  | 4  | +2 | 11 |
| Галатасарай | 6 | 1 | 1 | 4 | 5  | 8  | −3 | 4  |
| Локомотив   | 6 | 1 | 0 | 5 | 4  | 12 | −8 | 3  |

|             | ЛОК | ПОР | ШАЛ | ГАЛ |
| ----------- | --- | --- | --- | --- |
| Локомотив   | —   | 1-3 | 0-1 | 2-0 |
| Порту       | 4-1 | —   | 3-1 | 1-0 |
| Шальке 04   | 1-0 | 1-1 | —   | 2-0 |
| Галатасарай | 3-0 | 2-3 | 0-0 | —   |

| 18 вересня 2018 21:00 (22:00 TRT) |

| Галатасарай                                | 3–0      | Локомотив |
| ------------------------------------------ | -------- | --------- |
| Родрігеш 9' Дердійок 67' Інан 90+4' (пен.) | Протокол |           |

| Тюрк-Телеком-Арена, Стамбул Глядачів: 43,542 Арбітр: Джанлука Роккі (Італія) |

| 18 вересня 2018 21:00 |

| Шальке 04  | 1–1      | Порту             |
| ---------- | -------- | ----------------- |
| Емболо 64' | Протокол | Отавіо 75' (пен.) |

| Фельтінс-Арена, Гельзенкірхен Глядачів: 45,755 Арбітр: Хесус Хіль Мансано (Іспанія) |

| 3 жовтня 2018 18:55 (19:55 MSK) |

| Локомотив | 0–1      | Шальке 04    |
| --------- | -------- | ------------ |
|           | Протокол | Маккенні 88' |

| РЖД Арена, Москва Глядачів: 21,471 Арбітр: Ентоні Тейлор (Англія) |

| 3 жовтня 2018 21:00 (20:00 WEST) |

| Порту      | 1–0      | Галатасарай |
| ---------- | -------- | ----------- |
| Марега 49' | Протокол |             |

| Драгау, Порту Глядачів: 42,711 Арбітр: Майкл Олівер (Англія) |

| 24 жовтня 2018 21:00 (22:00 MSK) |

| Локомотив        | 1–3      | Порту                                   |
| ---------------- | -------- | --------------------------------------- |
| Ан. Міранчук 38' | Протокол | Марега 26' (пен.) Еррера 35' Корона 47' |

| РЖД Арена, Москва Глядачів: 16,034 Арбітр: Боббі Медден (Шотландія) |

| 24 жовтня 2018 21:00 (22:00 TRT) |

| Галатасарай | 0–0      | Шальке 04 |
| ----------- | -------- | --------- |
|             | Протокол |           |

| Тюрк-Телеком-Арена, Стамбул Глядачів: 46,667 Арбітр: Бенуа Бастьєн (Франція) |

| 6 листопада 2018 21:00 (20:00 WET) |

| Порту                                        | 4–1      | Локомотив  |
| -------------------------------------------- | -------- | ---------- |
| Еррера 2' Марега 42' Корона 67' Отавіо 90+3' | Протокол | Фарфан 59' |

| Драгау, Порту Глядачів: 34,616 Арбітр: Давіде Масса (Італія) |

| 6 листопада 2018 21:00 |

| Шальке 04             | 2–0      | Галатасарай |
| --------------------- | -------- | ----------- |
| Бургшталлер 4' Ут 57' | Протокол |             |

| Фельтінс-Арена, Гельзенкірхен Глядачів: 54,740 Арбітр: Вільям Коллам (Шотландія) |

| 28 листопада 2018 18:55 (20:55 MSK) |

| Локомотив                  | 2–0      | Галатасарай |
| -------------------------- | -------- | ----------- |
| Донк 43' (аг) Ігнатьєв 54' | Протокол |             |

| РЖД Арена, Москва Глядачів: 14,037 Арбітр: Антоніо Матео Лаос (Іспанія) |

| 28 листопада 2018 21:00 (20:00 WET) |

| Порту                               | 3–1      | Шальке 04           |
| ----------------------------------- | -------- | ------------------- |
| Мілітан 52' Корона 55' Марега 90+4' | Протокол | Бенталєб 89' (пен.) |

| Драгау, Порту Глядачів: 41,603 Арбітр: Овідіу Гацеган (Румунія) |

| 11 грудня 2018 18:55 (20:55 TRT) |

| Галатасарай                      | 2–3      | Порту                                     |
| -------------------------------- | -------- | ----------------------------------------- |
| Фегулі 45+1' (пен.) Дердійок 65' | Протокол | Феліпе 17' Марега 42' (пен.) Олівейра 57' |

| Тюрк-Телеком-Арена, Стамбул Глядачів: 33,972 Арбітр: Олексій Кульбаков (Беларусь) |

| 11 грудня 2018 18:55 |

| Шальке 04  | 1–0      | Локомотив |
| ---------- | -------- | --------- |
| Шепф 90+1' | Протокол |           |

| Фельтінс-Арена, Гельзенкірхен Глядачів: 48,883 Арбітр: Анастасіос Сідіропулос (Греція) |

### Група E
| Команда | І | В | Н | П | ЗМ | ПМ | РМ  | О  |
| ------- | - | - | - | - | -- | -- | --- | -- |
| Баварія | 6 | 4 | 2 | 0 | 15 | 5  | +10 | 14 |
| Аякс    | 6 | 3 | 3 | 0 | 11 | 5  | +6  | 12 |
| Бенфіка | 6 | 2 | 1 | 3 | 6  | 11 | −5  | 7  |
| АЕК     | 6 | 0 | 0 | 6 | 2  | 13 | −11 | 0  |

|         | БАВ | БЕН | АЯК | АЕК |
| ------- | --- | --- | --- | --- |
| Баварія | —   | 5-1 | 1-1 | 2-0 |
| Бенфіка | 0-2 | —   | 1-1 | 1-0 |
| Аякс    | 3-3 | 1-0 | —   | 3-0 |
| АЕК     | 0-2 | 2-3 | 0-2 | —   |

| 19 вересня 2018 18:55 |

| Аякс                              | 3–0      | АЕК |
| --------------------------------- | -------- | --- |
| Тальяфіко 46', 90' Ван де Бек 77' | Протокол |     |

| Йоган Кройф Арена, Амстердам Глядачів: 52,285 Арбітр: Карлос дель Серро Гранде (Іспанія) |

| 19 вересня 2018 21:00 (20:00 WEST) |

| Бенфіка | 0–2      | Баварія                      |
| ------- | -------- | ---------------------------- |
|         | Протокол | Левандовський 10' Санчеш 54' |

| Да Луж, Лісабон Глядачів: 60,274 Арбітр: Антоніо Матео Лаос (Іспанія) |

| 2 жовтня 2018 21:00 |

| Баварія     | 1–1      | Аякс        |
| ----------- | -------- | ----------- |
| Гуммельс 4' | Протокол | Мазрауї 22' |

| Альянц Арена, Мюнхен Глядачів: 70,000 Арбітр: Павел Краловець (Чехія) |

| 2 жовтня 2018 21:00 (22:00 EEST) |

| АЕК                 | 2–3      | Бенфіка                               |
| ------------------- | -------- | ------------------------------------- |
| Клонарідіс 53', 63' | Протокол | Сеферович 6' Грімальдо 15' Семеду 74' |

| Олімпійський стадіон, Афіни Глядачів: 31,154 Арбітр: Орел Грінфельд (Ізраїль) |

| 23 жовтня 2018 18:55 (19:55 EEST) |

| АЕК | 0–2      | Баварія                        |
| --- | -------- | ------------------------------ |
|     | Протокол | Мартінес 61' Левандовський 63' |

| Олімпійський стадіон, Афіни Глядачів: 61,221 Арбітр: Олексій Кульбаков (Білорусь) |

| 23 жовтня 2018 21:00 |

| Аякс          | 1–0      | Бенфіка |
| ------------- | -------- | ------- |
| Мазрауї 90+2' | Протокол |         |

| Йоган Кройф Арена, Амстердам Глядачів: 52,489 Арбітр: Рудді Буке (Франція) |

| 7 листопада 2018 21:00 |

| Баварія                       | 2–0      | АЕК |
| ----------------------------- | -------- | --- |
| Левандовський 31' (пен.), 71' | Протокол |     |

| Альянц Арена, Мюнхен Глядачів: 70,000 Арбітр: Матей Юг (Словенія) |

| 7 листопада 2018 21:00 (20:00 WET) |

| Бенфіка   | 1–1      | Аякс      |
| --------- | -------- | --------- |
| Жонас 29' | Протокол | Тадич 61' |

| Да Луж, Лісабон Глядачів: 51,328 Арбітр: Джанлука Роккі (Італія) |

| 27 листопада 2018 18:55 (19:55 EET) |

| АЕК | 0–2      | Аякс                  |
| --- | -------- | --------------------- |
|     | Протокол | Тадич 68' (пен.), 72' |

| Олімпійський стадіон, Афіни Глядачів: 25,756 Арбітр: Майкл Олівер (Англія) |

| 27 листопада 2018 21:00 |

| Баварія                                           | 5–1      | Бенфіка       |
| ------------------------------------------------- | -------- | ------------- |
| Роббен 13', 30' Левандовський 36', 51' Рібері 76' | Протокол | Фернандеш 46' |

| Альянц Арена, Мюнхен Глядачів: 70,000 Арбітр: Даніеле Орсато (Італія) |

| 12 грудня 2018 21:00 |

| Аякс                                  | 3–3      | Баварія                                 |
| ------------------------------------- | -------- | --------------------------------------- |
| Тадич 61', 82' (пен.) Тальяфіко 90+5' | Протокол | Левандовський 13', 87' (пен.) Коман 90' |

| Йоган Кройф Арена, Амстердам Глядачів: 52,244 Арбітр: Клеман Тюрпен (Франція) |

| 12 грудня 2018 21:00 (20:00 WET) |

| Бенфіка       | 1–0      | АЕК |
| ------------- | -------- | --- |
| Грімальдо 88' | Протокол |     |

| Да Луж, Лісабон Глядачів: 33,633 Арбітр: Боббі Медден (Шотландія) |

### Група F
| Команда         | І | В | Н | П | ЗМ | ПМ | РМ  | О  |
| --------------- | - | - | - | - | -- | -- | --- | -- |
| Манчестер Сіті  | 6 | 4 | 1 | 1 | 16 | 6  | +10 | 13 |
| Ліон            | 6 | 1 | 5 | 0 | 12 | 11 | +1  | 8  |
| Шахтар          | 6 | 1 | 3 | 2 | 8  | 16 | −8  | 6  |
| Гоффенгайм 1899 | 6 | 0 | 3 | 3 | 11 | 14 | −3  | 3  |

|                 | МАС | ШАХ | ЛІО | ГОФ |
| --------------- | --- | --- | --- | --- |
| Манчестер Сіті  | —   | 6-0 | 1-2 | 2-1 |
| Шахтар          | 0-3 | —   | 1-1 | 2-2 |
| Ліон            | 2-2 | 2-2 | —   | 2-2 |
| Гоффенгайм 1899 | 1-2 | 2-3 | 3-3 | —   |

| 19 вересня 2018 18:55 (19:55 EEST) |

| Шахтар                 | 2–2      | Гоффенгайм 1899         |
| ---------------------- | -------- | ----------------------- |
| Ісмаїлі 27' Майкон 81' | Протокол | Грілліч 6' Нортвейт 38' |

| Металіст, Харків Глядачів: 28,336 Арбітр: Якоб Кехлет (Данія) |

| 19 вересня 2018 21:00 (20:00 BST) |

| Манчестер Сіті | 1–2      | Ліон                |
| -------------- | -------- | ------------------- |
| Б. Сілва 67'   | Протокол | Корне 26' Фекір 43' |

| Сіті оф Манчестер, Манчестер Глядачів: 40,111 Арбітр: Даніеле Орсато (Італія) |

| 2 жовтня 2018 18:55 |

| Гоффенгайм 1899 | 1–2      | Манчестер Сіті          |
| --------------- | -------- | ----------------------- |
| Бельфоділь 1'   | Протокол | Агуеро 8' Д. Сільва 87' |

| Рейн-Некар-Арена, Зінсгайм Глядачів: 24,851 Арбітр: Дамир Скомина (Словенія) |

| 2 жовтня 2018 21:00 |

| Ліон                  | 2–2      | Шахтар                 |
| --------------------- | -------- | ---------------------- |
| Дембеле 70' Дюбуа 72' | Протокол | Жуніор Мораес 44', 55' |

| Парк Олімпік Ліонне, Десін-Шарп'є Глядачів: 0 Арбітр: Андріс Трейманіс (Латвія) |

| 23 жовтня 2018 21:00 |

| Гоффенгайм 1899                   | 3–3      | Ліон                              |
| --------------------------------- | -------- | --------------------------------- |
| Крамарич 33', 47' Жоелінтон 90+2' | Протокол | Траоре 27' Ндомбеле 59' Депай 67' |

| Рейн-Некар-Арена, Зінсгайм Глядачів: 24,144 Арбітр: Альберто Ундіано Мальєнко (Іспанія) |

| 23 жовтня 2018 21:00 (22:00 EEST) |

| Шахтар | 0–3      | Манчестер Сіті                        |
| ------ | -------- | ------------------------------------- |
|        | Протокол | Д. Сільва 30' Ляпорт 35' Б. Сілва 71' |

| Металіст, Харків Глядачів: 37,106 Арбітр: Карлос дель Серро Гранде (Іспанія) |

| 7 листопада 2018 21:00 |

| Ліон                   | 2–2      | Гоффенгайм 1899               |
| ---------------------- | -------- | ----------------------------- |
| Фекір 19' Ндомбеле 28' | Протокол | Крамарич 65' Кадержабек 90+2' |

| Парк Олімпік Ліонне, Десін-Шарп'є Глядачів: 53,850 Арбітр: Данні Маккелі (Нідерланди) |

| 7 листопада 2018 21:00 (20:00 GMT) |

| Манчестер Сіті                                                                   | 6–0      | Шахтар |
| -------------------------------------------------------------------------------- | -------- | ------ |
| Д. Сільва 13' Габріел Жезус 24' (пен.), 72' (пен.), 90+2' Стерлінг 49' Марез 84' | Протокол |        |

| Сіті оф Манчестер, Манчестер Глядачів: 52,286 Арбітр: Віктор Кашшаї (Угорщина) |

| 27 листопада 2018 21:00 |

| Гоффенгайм 1899        | 2–3      | Шахтар                        |
| ---------------------- | -------- | ----------------------------- |
| Крамарич 17' Цубер 40' | Протокол | Ісмаїлі 14' Тайсон 15', 90+2' |

| Рейн-Некар-Арена, Зінсгайм Глядачів: 22,920 Арбітр: Іван Кружляк (Словаччина) |

| 27 листопада 2018 21:00 |

| Ліон           | 2–2      | Манчестер Сіті        |
| -------------- | -------- | --------------------- |
| Корне 55', 81' | Протокол | Ляпорт 62' Агуеро 83' |

| Парк Олімпік Ліонне, Десін-Шарп'є Глядачів: 56,039 Арбітр: Джанлука Роккі (Італія) |

| 12 грудня 2018 21:00 (22:00 EET) |

| Шахтар            | 1–1      | Ліон      |
| ----------------- | -------- | --------- |
| Жуніор Мораес 22' | Протокол | Фекір 65' |

| НСК «Олімпійський», Київ Глядачів: 38,916 Арбітр: Бйорн Кейперс (Гідерланди) |

| 12 грудня 2018 21:00 (20:00 GMT) |

| Манчестер Сіті  | 2–1      | Гоффенгайм 1899     |
| --------------- | -------- | ------------------- |
| Сане 45+1', 61' | Протокол | Крамарич 16' (пен.) |

| Сіті оф Манчестер, Манчестер Глядачів: 50,411 Арбітр: Андреас Екберг (Швеція) |

### Група G
| Команда     | І | В | Н | П | ЗМ | ПМ | РМ | О  |
| ----------- | - | - | - | - | -- | -- | -- | -- |
| Реал Мадрид | 6 | 4 | 0 | 2 | 12 | 5  | +7 | 12 |
| Рома        | 6 | 3 | 0 | 3 | 11 | 8  | +3 | 9  |
| Вікторія    | 6 | 2 | 1 | 3 | 7  | 16 | −9 | 7  |
| ЦСКА        | 6 | 2 | 1 | 3 | 8  | 9  | −1 | 7  |

|             | РЕА | РОМ | ЦСК | ВІК |
| ----------- | --- | --- | --- | --- |
| Реал Мадрид | —   | 3-0 | 0-3 | 2-1 |
| Рома        | 0-2 | —   | 3-0 | 5-0 |
| ЦСКА        | 1-0 | 1-2 | —   | 1-2 |
| Вікторія    | 0-5 | 2-1 | 2-2 | —   |

| 19 вересня 2018 21:00 |

| Реал Мадрид                     | 3–0      | Рома |
| ------------------------------- | -------- | ---- |
| Іско 45' Бейл 58' Маріано 90+1' | Протокол |      |

| Сантьяго Бернабеу, Мадрид Глядачів: 69,251 Арбітр: Бйорн Кейперс (Нідерланди) |

| 19 вересня 2018 21:00 |

| Вікторія          | 2–2      | ЦСКА                          |
| ----------------- | -------- | ----------------------------- |
| Крменчик 29', 41' | Протокол | Чалов 49' Влашич 90+5' (пен.) |

| Дусан Арена, Плзень Глядачів: 11,312 Арбітр: Бенуа Бастьєн (Франція) |

| 2 жовтня 2018 21:00 (22:00 MSK) |

| ЦСКА      | 1–0      | Реал Мадрид |
| --------- | -------- | ----------- |
| Влашич 2' | Протокол |             |

| Лужники, Москва Глядачів: 71,811. Арбітр: Овідіу Гацеган (Румунія) |

| 2 жовтня 2018 21:00 |

| Рома                                        | 5–0      | Вікторія |
| ------------------------------------------- | -------- | -------- |
| Джеко 3', 40', 90+2' Юндер 64' Клюйверт 73' | Протокол |          |

| Олімпійський стадіон, Рим Глядачів: 41,243 Арбітр: Павел Рачковський (Польща) |

| 23 жовтня 2018 21:00 |

| Рома                     | 3–0      | ЦСКА |
| ------------------------ | -------- | ---- |
| Джеко 30', 43' Юндер 50' | Протокол |      |

| Олімпійський стадіон, Рим Глядачів: 46,005 Арбітр: Анастасіос Сідіропулос (Греція) |

| 23 жовтня 2018 21:00 |

| Реал Мадрид             | 2–1      | Вікторія        |
| ----------------------- | -------- | --------------- |
| Бензема 11' Марсело 55' | Протокол | Грошовський 79' |

| Сантьяго Бернабеу, Мадрид Глядачів: 67,356 Арбітр: Орел Грінфельд (Ізраїль) |

| 7 листопада 2018 18:55 (20:55 MSK) |

| ЦСКА           | 1–2      | Рома                           |
| -------------- | -------- | ------------------------------ |
| Сігурдссон 50' | Протокол | Манолас 4' Лор. Пеллегріні 59' |

| Лужники, Москва Глядачів: 64,454 Арбітр: Джюнейт Чакир (Туреччина) |

| 7 листопада 2018 21:00 |

| Вікторія | 0–5      | Реал Мадрид                                      |
| -------- | -------- | ------------------------------------------------ |
|          | Протокол | Бензема 21', 37' Каземіро 23' Бейл 40' Кроос 67' |

| Дусан Арена, Плзень Глядачів: 11,483 Арбітр: Деніц Айтекін (Німеччина) |

| 27 листопада 2018 18:55 (20:55 MSK) |

| ЦСКА              | 1–2      | Вікторія               |
| ----------------- | -------- | ---------------------- |
| Влашич 10' (пен.) | Протокол | Прохазка 56' Гейда 81' |

| Лужники, Москва Глядачів: 52,892 Арбітр: Данні Маккелі (Нідерланди) |

| 27 листопада 2018 21:00 |

| Рома | 0–2      | Реал Мадрид         |
| ---- | -------- | ------------------- |
|      | Протокол | Бейл 47' Васкес 59' |

| Олімпійський стадіон, Рим Глядачів: 59,124 Арбітр: Клеман Тюрпен (Франція) |

| 12 грудня 2018 18:55 |

| Реал Мадрид | 0–3      | ЦСКА                                  |
| ----------- | -------- | ------------------------------------- |
|             | Протокол | Чалов 37' Щенніков 43' Сігурдссон 73' |

| Сантьяго Бернабеу, Мадрид Глядачів: 51,636 Арбітр: Артур Соареш Діаш (Португалія) |

| 12 грудня 2018 18:55 |

| Вікторія               | 2–1      | Рома      |
| ---------------------- | -------- | --------- |
| Коваржик 62' Хорий 72' | Протокол | Юндер 68' |

| Дусан Арена, Плзень Глядачів: 11,217 Арбітр: Ентоні Тейлор (Англія) |

### Група H
| Команда           | І | В | Н | П | ЗМ | ПМ | РМ | О  |
| ----------------- | - | - | - | - | -- | -- | -- | -- |
| Ювентус           | 6 | 4 | 0 | 2 | 9  | 4  | +5 | 12 |
| Манчестер Юнайтед | 6 | 3 | 1 | 2 | 7  | 4  | +3 | 10 |
| Валенсія          | 6 | 2 | 2 | 2 | 6  | 6  | 0  | 8  |
| Янг Бойз          | 6 | 1 | 1 | 4 | 4  | 12 | −8 | 4  |

|                   | ЮВЕ | МАЮ | ВАЛ | ЯНБ |
| ----------------- | --- | --- | --- | --- |
| Ювентус           | —   | 1-2 | 1-0 | 3-0 |
| Манчестер Юнайтед | 0-1 | —   | 0-0 | 1-0 |
| Валенсія          | 0-2 | 2-1 | —   | 3-1 |
| Янг Бойз          | 2-1 | 0-3 | 1-1 | —   |

| 19 вересня 2018 21:00 |

| Янг Бойз | 0–3      | Манчестер Юнайтед                  |
| -------- | -------- | ---------------------------------- |
|          | Протокол | Погба 35', 44' (пен.) Марсьяль 66' |

| Стад де Суїсс, Берн Глядачів: 31,120 Арбітр: Деніц Айтекін (Німеччина) |

| 19 вересня 2018 21:00 |

| Валенсія | 0–2      | Ювентус                       |
| -------- | -------- | ----------------------------- |
|          | Протокол | П'янич 45' (пен.), 51' (пен.) |

| Месталья, Валенсія Глядачів: 46,067 Арбітр: Фелікс Брих (Німеччина) |

| 2 жовтня 2018 18:55 |

| Ювентус             | 3–0      | Янг Бойз |
| ------------------- | -------- | -------- |
| Дибала 5', 33', 69' | Протокол |          |

| Ювентус Стедіум, Турин Глядачів: 40,961 Арбітр: Сергій Карасьов (Росія) |

| 2 жовтня 2018 21:05 (20:05 BST) |

| Манчестер Юнайтед | 0–0      | Валенсія |
| ----------------- | -------- | -------- |
|                   | Протокол |          |

| Олд Траффорд, Манчестер Юнайтед Глядачів: 73,569 Арбітр: Славко Винчич (Словенія) |

| 23 жовтня 2018 18:55 |

| Янг Бойз        | 1–1      | Валенсія    |
| --------------- | -------- | ----------- |
| Оаро 55' (пен.) | Протокол | Батшуаї 26' |

| Стад де Суїсс, Берн Глядачів: 31,120 Арбітр: Андріс Трейманіс (Латвія) |

| 23 жовтня 2018 21:00 (20:00 BST) |

| Манчестер Юнайтед | 0–1      | Ювентус    |
| ----------------- | -------- | ---------- |
|                   | Протокол | Дибала 17' |

| Олд Траффорд, Манчестер Глядачів: 73,946 Арбітр: Милорад Мажич (Сербія) |

| 7 листопада 2018 18:55 |

| Валенсія                | 3–1      | Янг Бойз   |
| ----------------------- | -------- | ---------- |
| Міна 14', 42' Солер 56' | Протокол | Ассале 37' |

| Месталья, Валенсія Глядачів: 36,480 Арбітр: Іштван Ковач (Румунія) |

| 7 листопада 2018 21:00 |

| Ювентус     | 1–2      | Манчестер Юнайтед         |
| ----------- | -------- | ------------------------- |
| Роналду 65' | Протокол | Мата 86' Бонуччі 90' (аг) |

| Ювентус Стедіум, Турин Глядачів: 41,470 Арбітр: Овідіу Гацеган (Румунія) |

| 27 листопада 2018 21:00 (20:00 GMT) |

| Манчестер Юнайтед | 1–0      | Янг Бойз |
| ----------------- | -------- | -------- |
| Феллаїні 90+1'    | Протокол |          |

| Олд Траффорд, Манчестер Глядачів: 72,876 Арбітр: Фелікс Брих (Німеччина) |

| 27 листопада 2018 21:00 |

| Ювентус       | 1–0      | Валенсія |
| ------------- | -------- | -------- |
| Манджукич 59' | Протокол |          |

| Ювентус Стедіум, Турин Глядачів: 39,070 Арбітр: Вільям Коллам (Шотландія) |

| 12 грудня 2018 21:00 |

| Янг Бойз             | 2–1      | Ювентус    |
| -------------------- | -------- | ---------- |
| Оаро 30' (пен.), 68' | Протокол | Дибала 80' |

| Стад де Суїсс, Берн Глядачів: 30,114 Арбітр: Тобіас Штілер (Німеччина) |

| 12 грудня 2018 21:00 |

| Валенсія                 | 2–1      | Манчестер Юнайтед |
| ------------------------ | -------- | ----------------- |
| Солер 17' Джонс 47' (аг) | Протокол | Рашфорд 87'       |

| Месталья, Валенсія Глядачів: 36,544 Арбітр: Георгі Кабаков (Болгарія) |

## Зауваження
1. ↑  CEST (UTC+2) до 27 жовтня 2018 (ігрові дні 1–3) та CET (UTC+1) для подальших матчів (ігрові дні 4–6).
2. 1 2 3  Тоттенгем Готспур грав домашні матчі на стадіоні Вемблі замість власної арени Тоттенгем Готспур Стедіум через затримку з будівництвом.[14]
3. 1 2 3  Шахтар проводив свої домашні матчі на стадіоні Металіст, Харків, замість свого домашнього стадіону Донбас Арена, Донецьк, через війну на сході України.
4. ↑  Матч «Олімпік» (Ліон) з донецьким «Шахтарем» проходив без глядачів за рішенням УЄФА.[21]
5. ↑  Шахтар проводив свій останній матч групового етапу на НСК «Олімпійський» у Києві замість харківського стадіону «Металіст»[note 3] через впровадження воєнного стану, оголошеного у тому числі на Харківщині.
6. 1 2 3  ЦСКА проводив домашні матчі на стадіоні «Лужники» замість своєї домашньої арени ЗЕБ Арена[22]
7. ↑  Матч «Манчестер Юнайтед» проти «Валенсії» був запланований на 21:00 CEST, але його початок було відкладено до 21:05 CEST через запізнення команд, які потрапили у дорожні затори[23].